# Mantua
Mantua (italienisch Mantova, lateinisch Mantua, mantovanischer Dialekt Màntua) ist eine Stadt mit 49.044 Einwohnern (Stand 31. Dezember 2023) in der Lombardei in Italien.
Mantua ist Hauptstadt der Provinz Mantua, sie wird zusammen mit Sabbioneta in der Liste der Welterbestätten geführt. Hauptsehenswürdigkeiten der einstigen Hauptstadt des Herzogtums Mantua sind der romanische Dom, die Renaissancekirche Sant’Andrea, der Palazzo Ducale und der Palazzo del Te. Die Stadt, genauer das in ihrer Nähe gelegene antike Dorf Andes, gilt als Geburtsort Vergils. In William Shakespeares Tragödie Romeo und Julia ist Mantua Romeos Verbannungsort. Verdis Oper Rigoletto spielt in Mantua.
Das Stadtzentrum ist auf drei Seiten von Seen umgeben – Lago Superiore, Lago di Mezzo und Lago Inferiore –, die im 12. Jahrhundert zur Verteidigung der Stadt angelegt wurden und vom Fluss Mincio gespeist werden. Der zeitgleich aufgestaute Lago Paiolo, der die Stadt praktisch zu einer Insel machte, existiert heute nicht mehr.
Mantua wurde am 27. Oktober 2015 zur „Kulturhauptstadt Italiens 2016“ ernannt.

## Geschichte

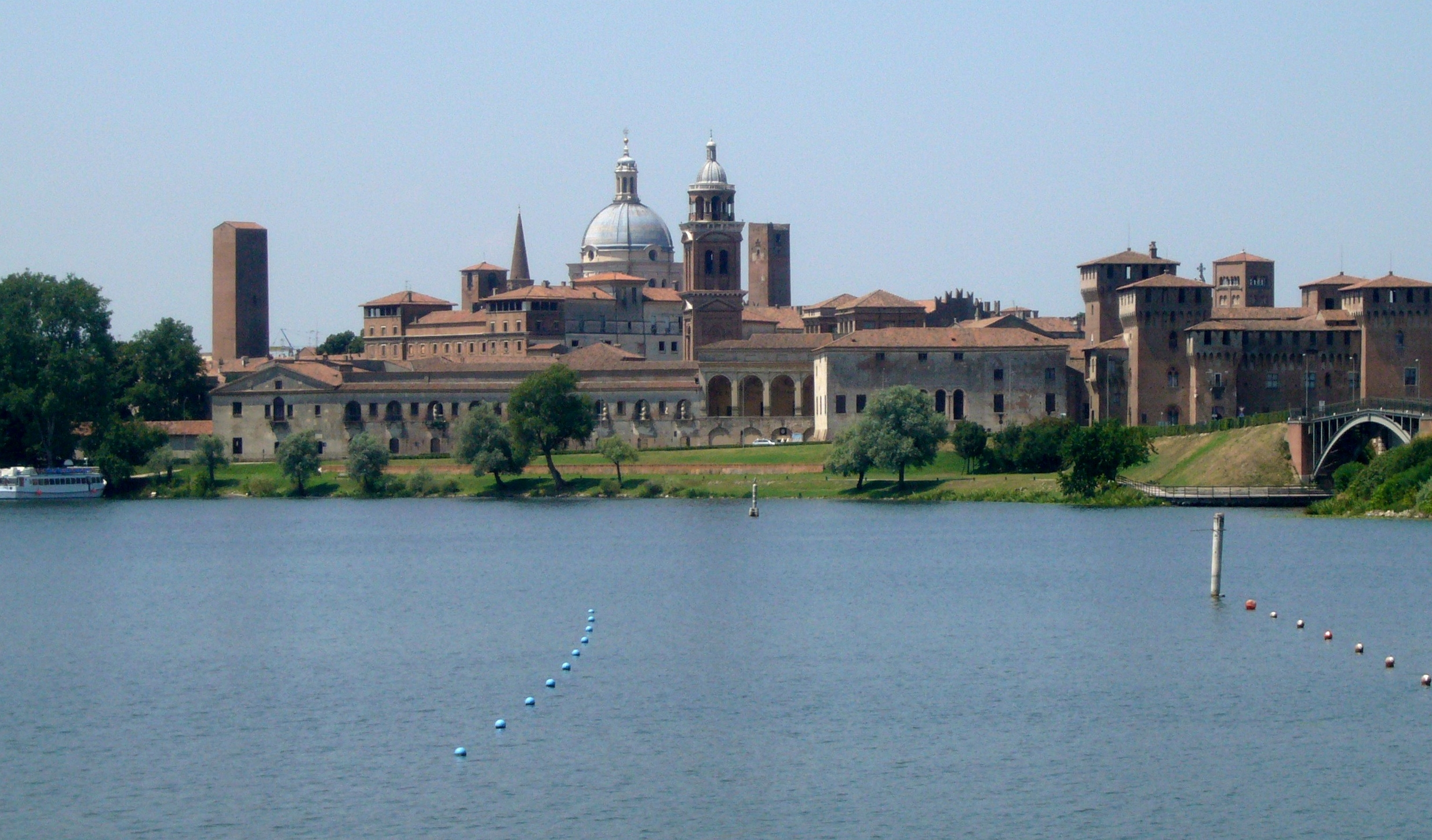
Mantua, Stadtansicht

Die Liebenden von Valdaro sind ein etwa 6000 Jahre altes menschliches Skelettpaar, das 2007 in einem neolithischen Grab in San Giorgio di Mantova bei Mantua entdeckt wurde.
Mantua wurde von den Etruskern gegründet, die den Ort Manthva nannten. Für ihre mythische Gründungsgeschichte wird die griechische Seherin Manto benannt; denkbar wäre auch ein Zusammenhang mit Mantus, der etruskischen Gottheit der Unterwelt.
Nach den Gotenkriegen verlor Ostrom das kaum eroberte Gebiet an die Langobarden, die sich im April 568 nach Italien aufmachten und bis 572 Pavia eroberten. 590 gelang es Ostrom noch einmal mit fränkischer Hilfe einige Städte zurückzuerobern, darunter Altinum und eben Mantua.
Im Jahr 804 wurde das römisch-katholische Bistum Mantua gegründet. Im Vorfeld des Investiturstreits zu Pfingsten 1064 fand an diesem Ort eine Synode statt, die das damalige Papstschisma, welches die Entzweiung von deutschem Hof und dem römischen Reformpapsttum begründete, löste und Papst Alexander II. gegen den Gegenpapst Honorius II. als rechtmäßigen Pontifex bestätigte.
Seit 1328 regierte dort die Adelsfamilie der Gonzaga, die von den römisch-deutschen Kaisern 1362 zu Grafen, 1433 zu Markgrafen (Marchesi) und 1530 zu Herrschern des Herzogtums Mantua erhoben wurden. Kaiser Karl V. übertrug den Gonzaga als treuen Verbündeten 1536 auch die Herrschaft über die wichtige Markgrafschaft Montferrat an der oft umkämpften Grenze zwischen Frankreich und Italien. Zeitweilig stiegen sie dadurch zu einer der bedeutendsten Fürstendynastien Italiens auf, einen Höhepunkt der Kunstförderung erreichten sie unter Markgraf Franz II. (Francesco II., † 1519), dessen Ehefrau Isabella d’Este († 1538) und ihrem Sohn Federico († 1540). Eine Nebenlinie der mantuanischen Gonzaga etablierte sich in der Grafschaft Guastalla, deren Herrscher Ferdinand (Ferrante, † 1557) in kaiserlich-spanischen Diensten zum Vizekönig von Sizilien und Statthalter des Herzogtums Mailand aufstieg.
Das Aussterben der mantuanischen Hauptlinie der Gonzaga 1627 löste den zwischen Frankreich und den Habsburgern geführten Mantuanischen Erbfolgekrieg um das strategisch wichtige Herzogtum aus, der die ökonomische und kulturelle Blütezeit des Landes schlagartig beendete. 1631 musste der habsburgische Kaiser die französischen Erbfolgekandidaten, die Herzöge von Gonzaga-Nevers, als neue Herrscher von Mantua anerkennen. Da diese im Spanischen Erbfolgekrieg ab 1701 wiederum auf französischer Seite gegen Österreich standen, setzte der Kaiser sie 1708 ab; Mantua war seither direkter Teil des Habsburgerreiches.
Während der Koalitionskriege war die Stadt, die seit 1745 zum habsburgischen Herzogtum Mailand gehörte, mehrfach umkämpft. Napoleon konnte Mantua nach einer monatelangen Belagerung Anfang 1797 einnehmen, doch schon 1799 ging es wieder verloren. Von 1805 bis 1814 stand Mantua erneut unter französischer Herrschaft. 1810 ließ Napoleon Andreas Hofer, den Führer des Tiroler Aufstandes, in der Zitadelle am anderen Ufer des Mincio hinrichten. Hiervon handelt das Andreas-Hofer-Lied („Zu Mantua in Banden“) von Julius Mosen. Es ist die Landeshymne des österreichischen Bundeslandes Tirol.
1814 wurde Mantua erneut österreichisch und kam erst 1866 als Folge des Deutschen Kriegs zu Italien. Unter österreichischer Herrschaft war der Ort Teil des oberitalienischen Festungsvierecks (it.: Quadrilatero), das 1815 zur Verteidigung der österreichischen Besitzungen in Italien in den Orten Peschiera, Mantua, Legnago und Verona errichtet wurde.
Länger als in Mantua regierten Nebenlinien des Hauses Gonzaga in Guastalla, das 1621 zum Herzogtum erhoben worden war, und in der Grafschaft Novellara. Diese wurde 1737 von Modena annektiert, jene fiel nach dem Aussterben der dortigen Gonzaga-Linie 1746 an Österreich, dann an Parma. Riccarda Gonzaga, die gestürzte Gräfin von Novellara und zeitweilige Regentin von Massa und Carrara (1731–1741), starb 1768.
Am 29. Mai 2012 ereignete sich ein schweres Erdbeben der Stärke 5,8 in Norditalien. Mantua war davon besonders betroffen, darunter der Palazzo Ducale und die Türme des Rathauses im Palazzo della Ragione. Das Epizentrum des Bebens lag im rund 60 km entfernten Medolla.

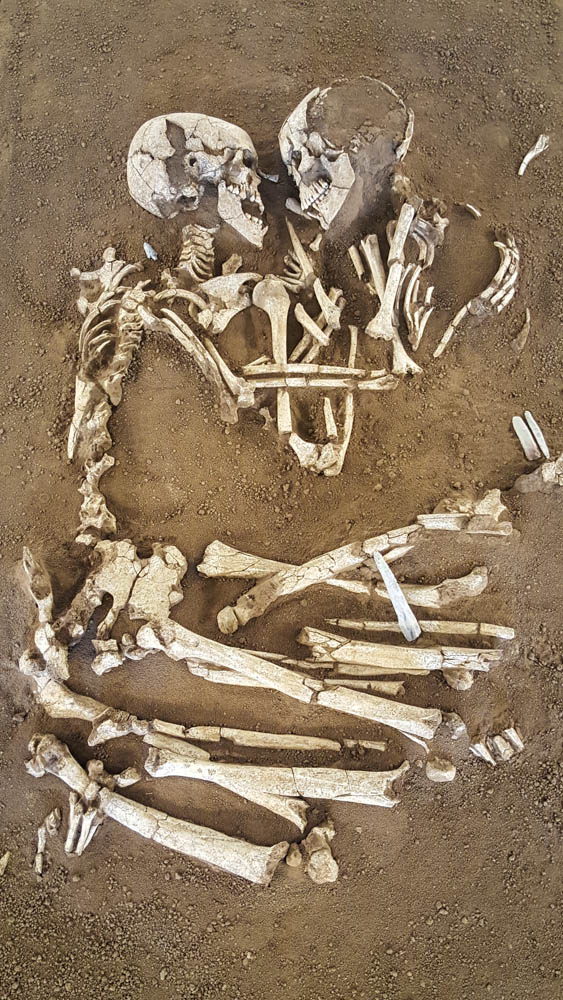
Liebende von Valdaro
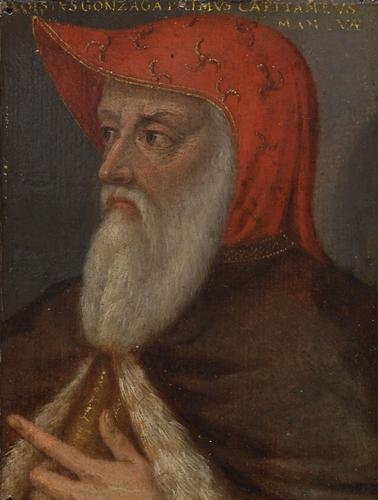
Mit Luigi I. Gonzaga begann 1328 die Herrschaft der Gonzaga in Mantua
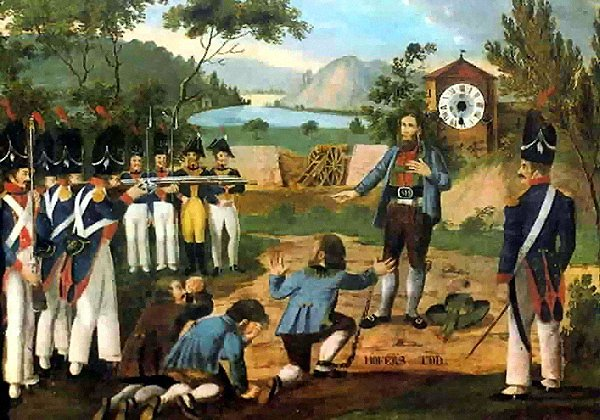
Die Erschießung Andreas Hofers 1809
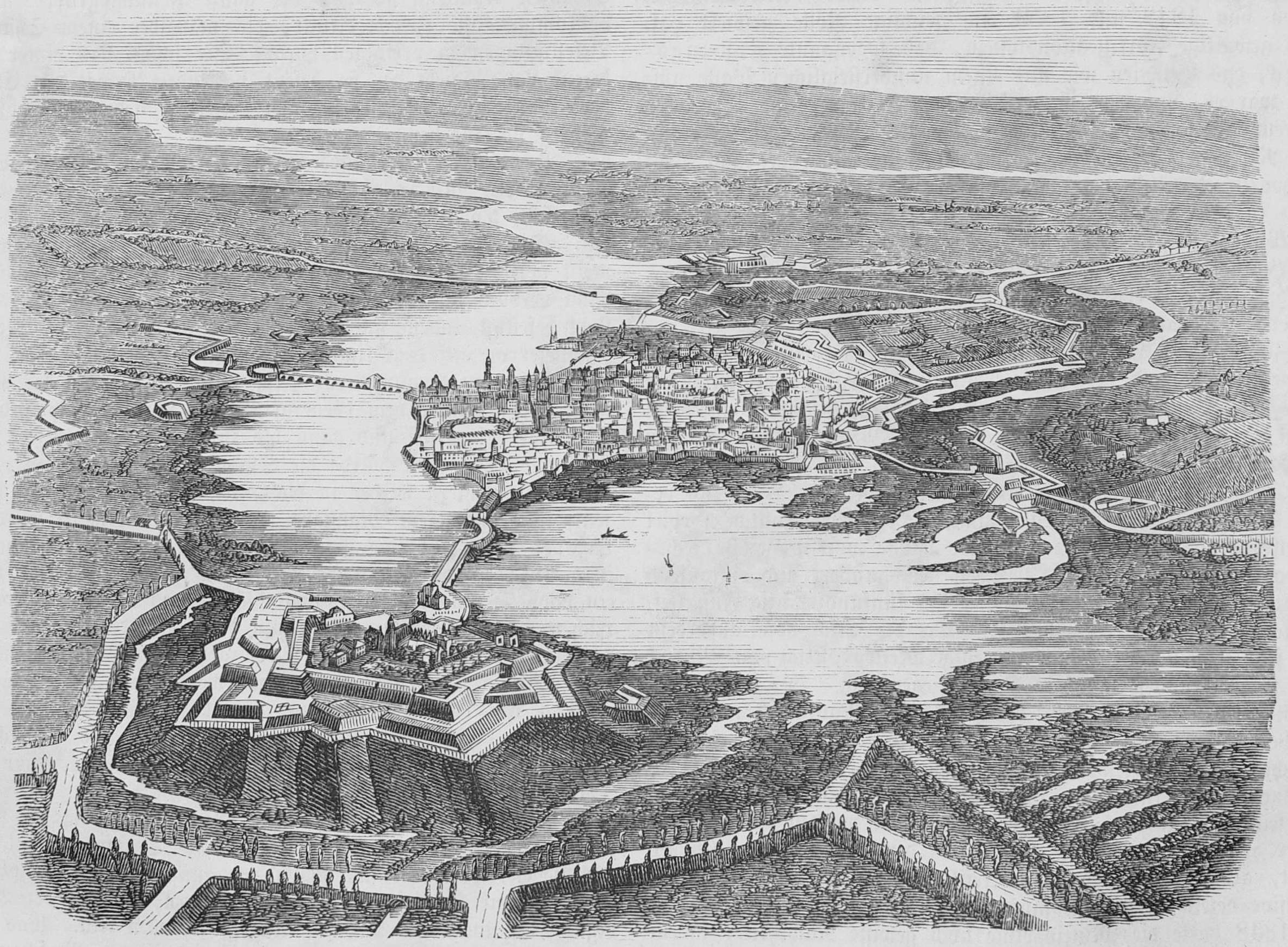
Mantua als Teil des k.k. Festungsvierecks
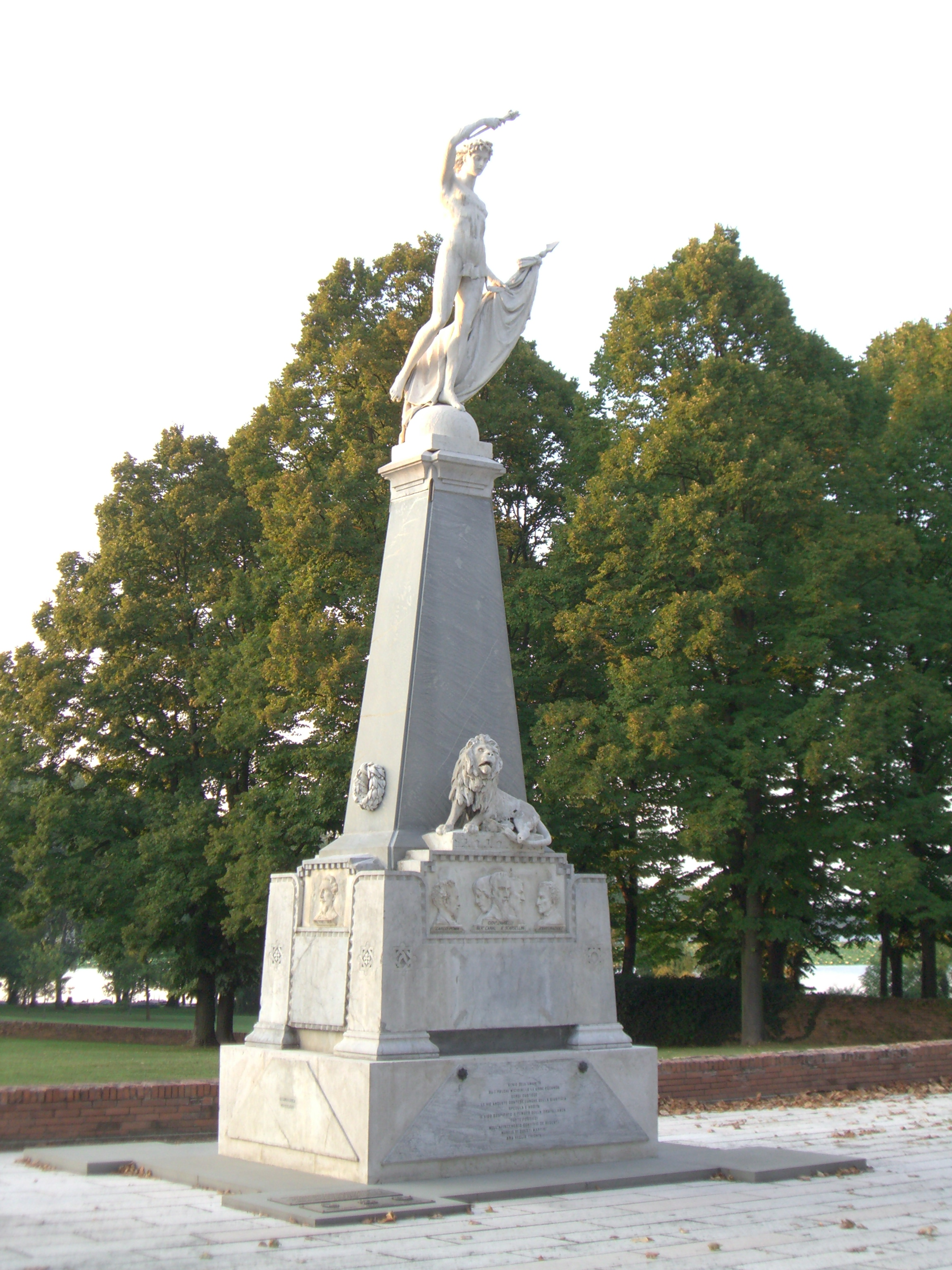
Denkmal für die „Belfiore-Märtyrer“ (1851–1855)

## Architektur und Kultur

### Bauwerke

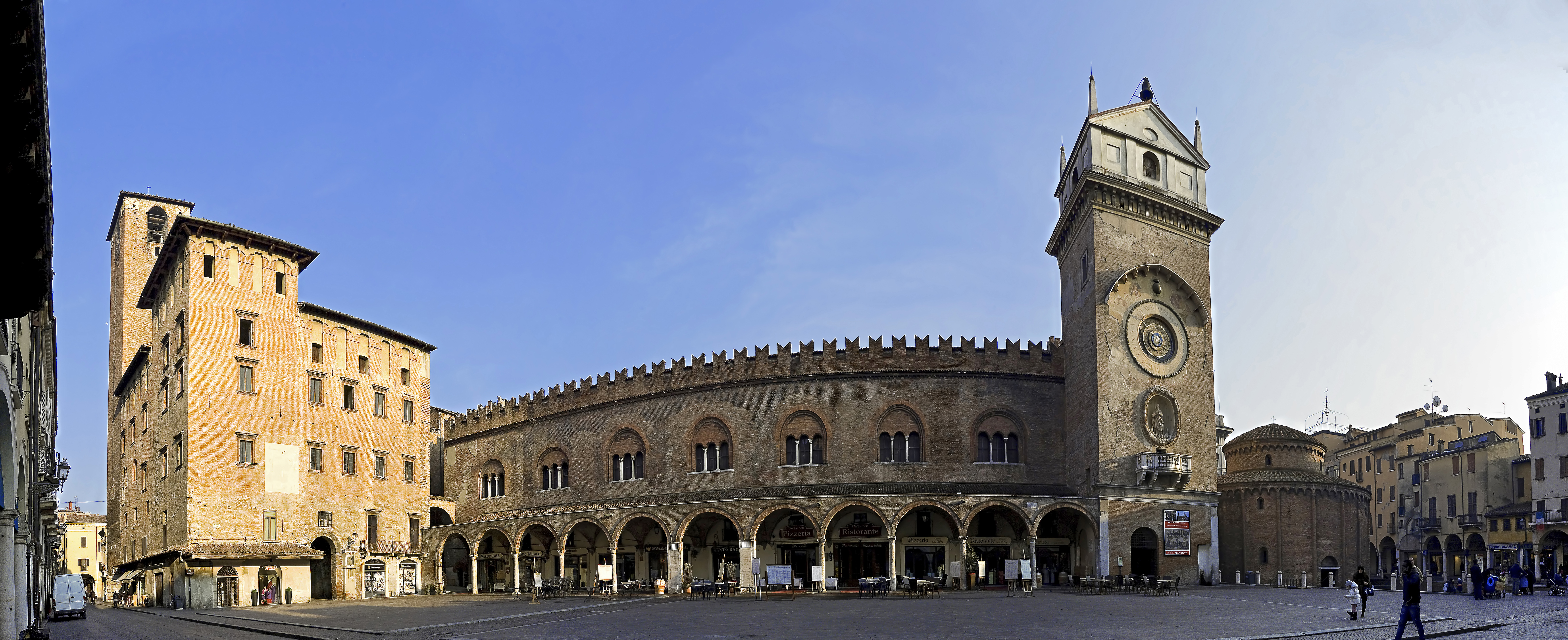
Piazza Erbe mit Palazzo della Ragione, Torre dell’Orologio und Rotonda di San Lorenzo (von links nach rechts)

2008 wurden die Altstädte von Mantua und Sabbioneta gemeinsam in die UNESCO-Liste des Weltkulturerbes aufgenommen.
- Palazzo Ducale: mächtiger Ziegelbau, der 450 Wohnräume enthält. Das bedeutendste Kunstwerk sind Mantegnas Fresken in der Camera degli Sposi im dazugehörigen Castello di San Giorgio.
- Dom: fünfschiffige Basilika, ausgehend von einer frühchristlichen Kirche im Mittelalter errichtet, im Inneren nach 1540 von Giulio Romano nach frühchristlichen Vorbildern, vor allem wohl Alt St. Peter in Rom, umgebaut. Der romanische Glockenturm blieb erhalten. Die Fassade stammt aus den Jahren 1756 bis 1761.
- Palazzo della Ragione mit dem Torre dell’orologio (Uhrturm)
- Basilika Sant’Andrea: Der Entwurf ist das letzte Werk des Leon Battista Alberti (1470). Die Kirche gilt als eines der herausragenden Werke der italienischen Renaissance.
- San Sebastiano: Renaissancekirche von Leon Battista Alberti
- Rotonda di San Lorenzo: romanische Rundkirche, die auf einem antiken Rundbau steht. Wahrscheinlich eine Gründung der Markgräfin Mathilde von Tuszien.
- Palazzo del Te, 1525 bis 1535 von Giulio Romano erbaut.
- Teatro Bibiena (auch Teatro Scientifico), 1767–1769 von Antonio Galli da Bibiena erbaut

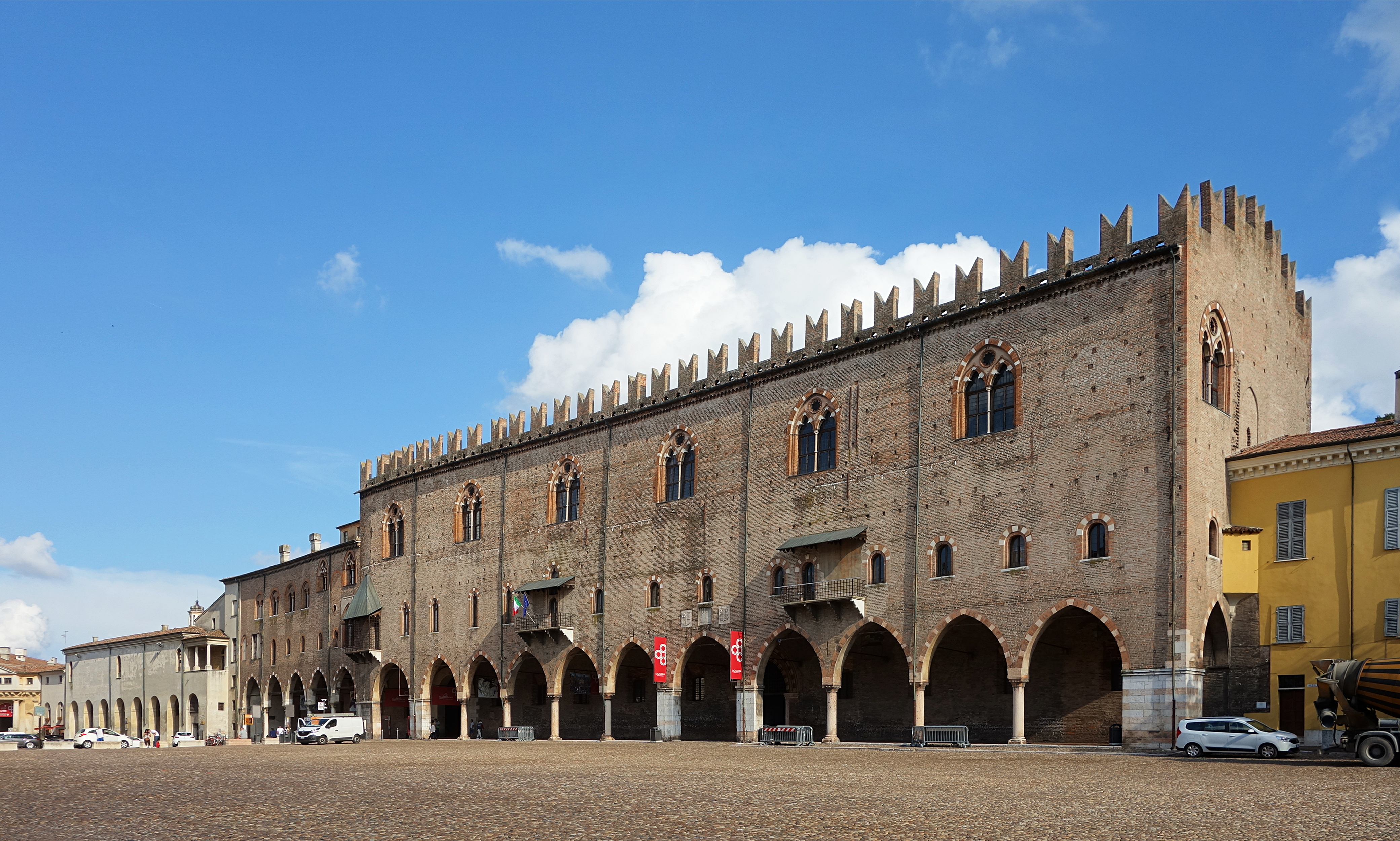
Palazzo del Capitano, Teil des Palazzo Ducale
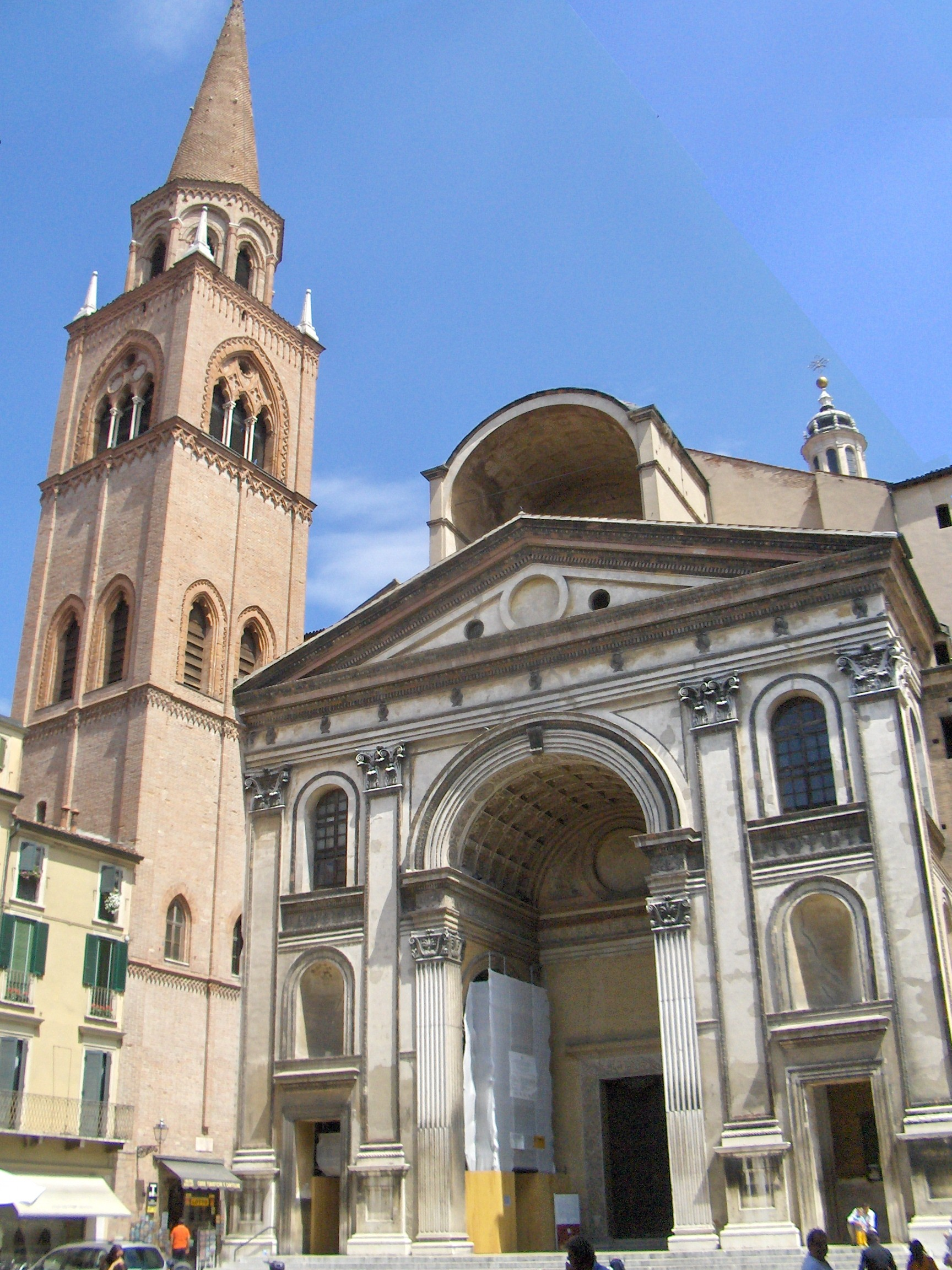
Basilika Sant’Andrea
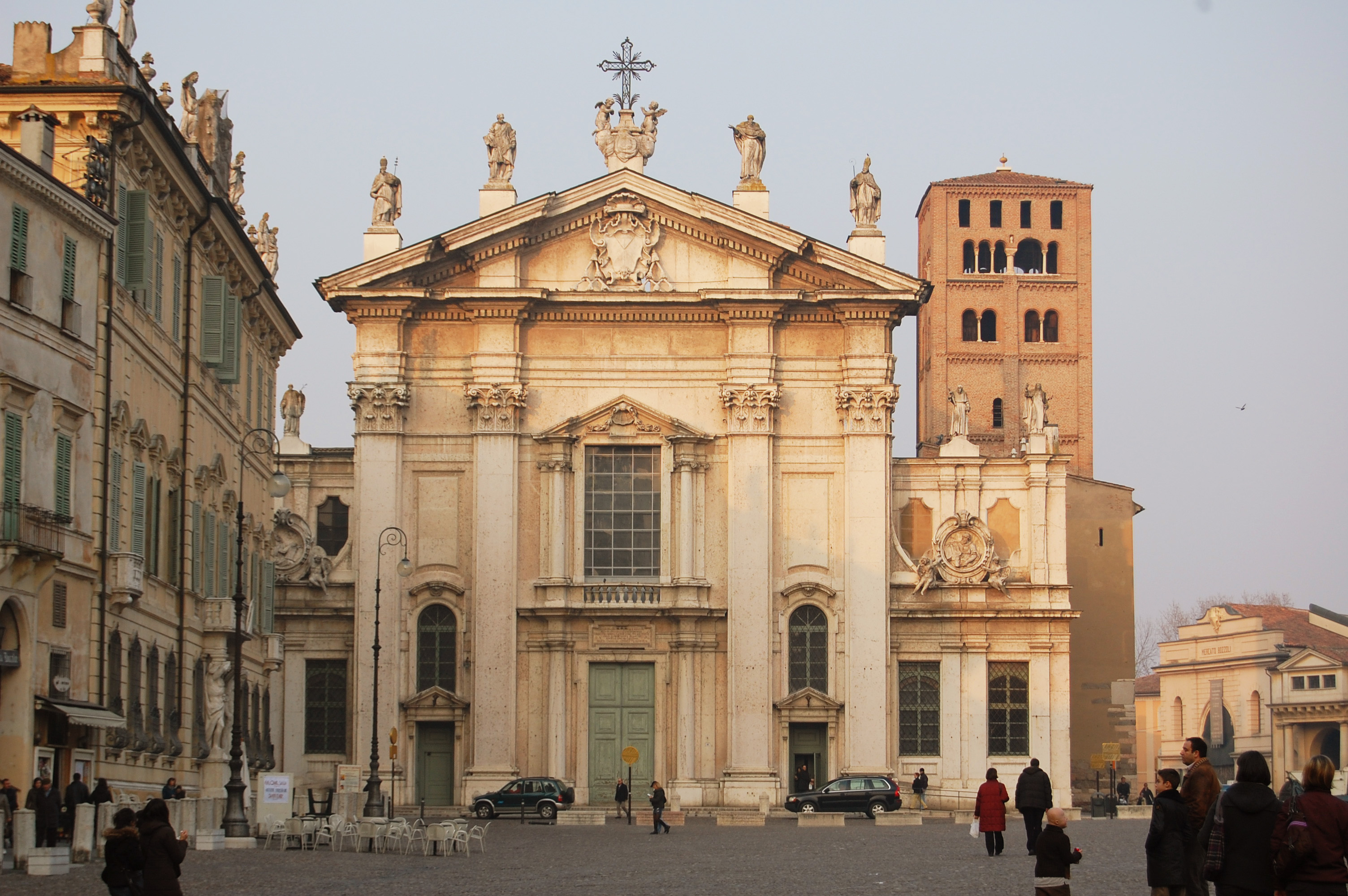
Piazza Sordello mit Dom, links davon das Bischöfliche Palais
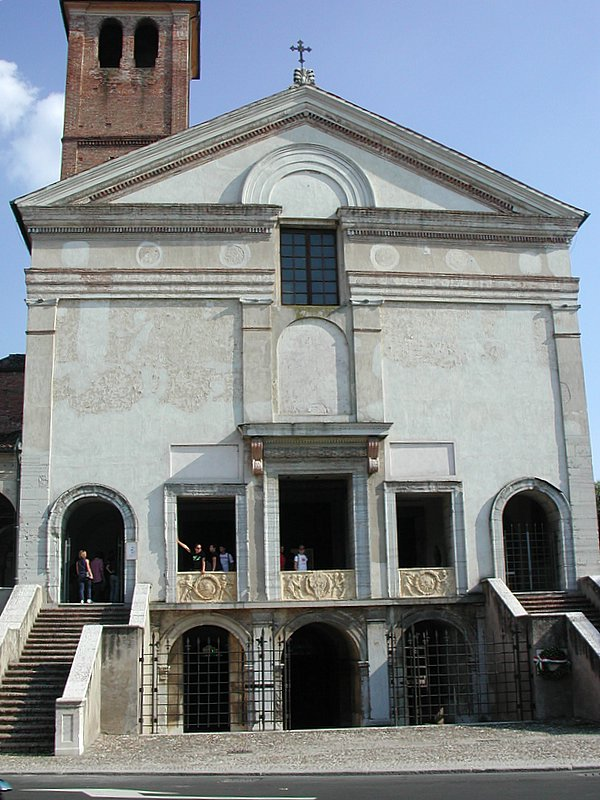
San Sebastiano
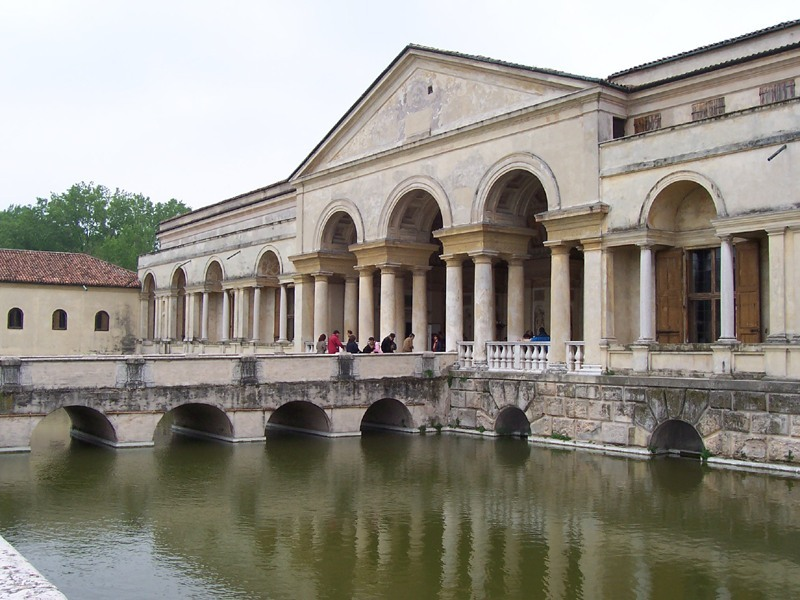
Palazzo del Te
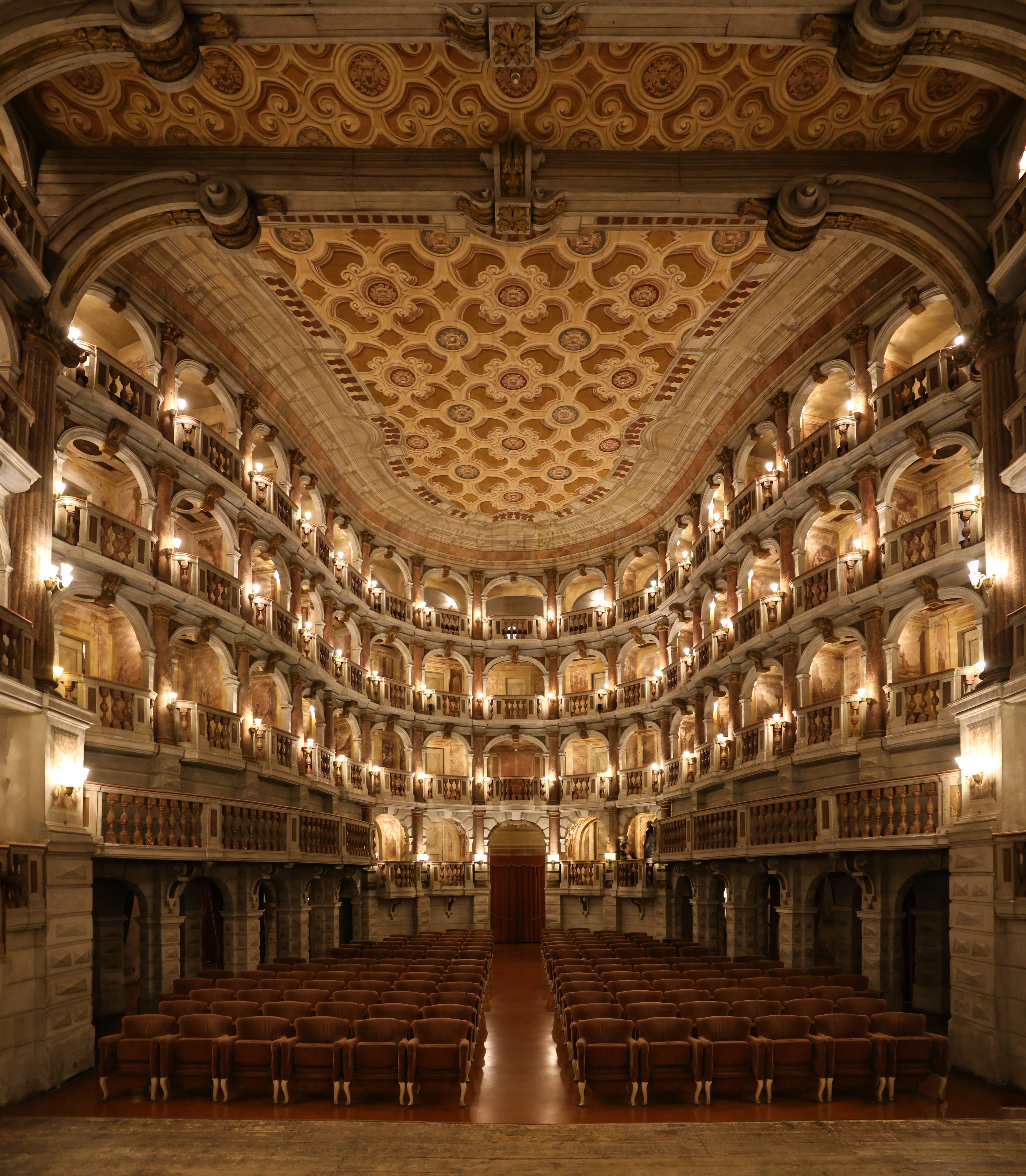
Teatro Bibiena

### Kulturelle Institutionen
- Accademia Nazionale Virgiliana
- Museo Diocesano Francesco Gonzaga

## Wirtschaft
Mantua ist einer der größten Umschlagsplätze für Agrarprodukte in der Po-Ebene. Ansässig in Mantua ist auch eine Niederlassung der IES – Italiana Energia e Servizi. Etwa 1,5 km östlich vom Stadtzentrum befinden sich Chemieanlagen (Raffinerie) des Unternehmens. Dabei handelt es sich um die italienische Tochtergesellschaft der ungarischen MOL Rt. (Magyar Olaj- és Gázipari Részvénytársaság).

## Garten
- Piazza Virgiliana

## Städtepartnerschaften
Mantua unterhält mit folgenden Städten Partnerschaften:
- Nevers (Frankreich)[7]
- Weingarten (Deutschland)[7] – Mantua und Weingarten verbindet die gemeinsame Tradition der Verehrung einer Heilig-Blut-Reliquie, siehe Artikel Blutritt
- Puschkin (Russland)[8]
- Madison (USA)[8]
- Melilla (Spanien)[7]
- Azuchi (Japan)[8]
- Oradea (Rumänien)[7]

## Persönlichkeiten
Bekannte Persönlichkeiten der Stadt sind in der Liste von Persönlichkeiten der Stadt Mantua aufgeführt.

## Klima
|                       | Jan  | Feb | Mär  | Apr  | Mai  | Jun  | Jul  | Aug  | Sep  | Okt  | Nov  | Dez |   |      |
| Mittl. Tagesmax. (°C) | 4,0  | 7,2 | 12,7 | 17,4 | 22,5 | 26,9 | 29,6 | 28,6 | 24,1 | 17,6 | 10,6 | 5,5 | ⌀ | 17,3 |
| Mittl. Tagesmin. (°C) | −1,3 | 0,3 | 4,5  | 8,5  | 13,0 | 16,8 | 19,0 | 18,5 | 15,4 | 10,3 | 5,1  | 0,6 | ⌀ | 9,3  |
|                       |      |     |      |      |      |      |      |      |      |      |      |     |   |      |
| Niederschlag (mm)     | 43   | 41  | 47   | 56   | 62   | 58   | 44   | 47   | 54   | 68   | 63   | 51  | Σ | 634  |
|                       |      |     |      |      |      |      |      |      |      |      |      |     |   |      |
| Regentage (d)         | 6    | 6   | 7    | 8    | 9    | 7    | 5    | 5    | 6    | 7    | 8    | 7   | Σ | 81   |

| −1,3 |

| 0,3 |

| 4,5 |

| 8,5 |

| 13,0 |

| 16,8 |

| 19,0 |

| 18,5 |

| 15,4 |

| 10,3 |

| 5,1 |

| 0,6 |

| −1,3 |

| 0,3 |

| 4,5 |

| 8,5 |

| 13,0 |

| 16,8 |

| 19,0 |

| 18,5 |

| 15,4 |

| 10,3 |

| 5,1 |

| 0,6 |

| N i e d e r s c h l a g | 43  | 41  | 47  | 56  | 62  | 58  | 44  | 47  | 54  | 68  | 63  | 51  |
|                         | Jan | Feb | Mär | Apr | Mai | Jun | Jul | Aug | Sep | Okt | Nov | Dez |